# Katastrophy Wife
Katastrophy Wife est un groupe de rock américain, originaire de Minneapolis, dans le Minnesota. Il est formé par Kat Bjelland et son ex-mari Glenn Mattson en 1998. Le groupe se compose actuellement de Bjelland au chant et à la guitare, son petit ami Adrian Johnson est quant à lui à la batterie.

## Biographie
Kat Bjelland et son ex-mari Glenn Mattson forment Katastrophy Wife en 1998, en parallèle au groupe de Kat Bjelland, Babes in Toyland, qui ne tourne plus beaucoup, et qui a officieusement cessé d'exister depuis le départ de la bassiste Maureen Herman en 1996. Katastrophy Wife devient alors le principal projet musical de Kat Bjelland.
Sa première production est pour la bande originale de Witchblade sur Dreamworks. La bande son contient aussi d'autres artistes tels que Buzz Osbourne des Melvins, Lydia Lunch, Miho de Cibo Matto, Girls Against Boys et Dave Ogilvie de Skinny Puppy.
En 2001, le groupe enregistre son premier album Amusia qui sort la même année. Keith St. Louis tient la basse, l'album est bien accueilli. Leur premier single est Gone Away sorti en 2001. Après un concert au célèbre festival anglais Reading Festival, et une participation au Ladyfest en 2001, Glenn Mattson et Keith St. Louis quittent le groupe. Adrian Johnson et Andrew Parker viennent alors les remplacer. Vanessa White, ex-guitariste de Twist, vient également se joindre à eux.

### Bastard etAll Kneel(2002–2004)
En 2002, au cours de son passage en Europe, Kat Bjelland utilise le nom de son ancien groupe Babes in Toyland pour venir jouer avec les Katastrophy Wife. Toutefois, après avoir affronté des problèmes juridiques avec les anciens membres de son groupe, Bjelland se ravise et reprend le nom de Katastrophy Wife. Par la suite, Courtney Love de Hole, une bonne amie de Kat, annonce la création d'un éventuel nouveau groupe punk appelé Bastard. Elle demande à Kat de se joindre à elle, mais Kat Bjelland refuse son offre précisant affectueusement que son projet semble être un peu trop conceptualisé, que Courtney et elle font de la bonne musique ensemble mais qu'il n'y a pas cette véritable étincelle.
Katastrophy Wife sort son second album studio, All Kneel, en juin 2004. Les critiques lui sont très favorables. Trois singles sortent de cet album, Liberty Belle, Money Shot et Blue Valient, une chanson écrite et enregistrée pendant les sessions de Witchblade.

### Derniers événements (depuis 2006)
Nouveaux départs en 2006, Parker, Donovan et White quittent le groupe, laissant Bjelland et Johnson seuls. Après le départ de leurs acolytes, ils continuent à deux à enregistrer sous le nom Katastrophy Wife. Ils commencent à enregistrer à nouveau et en mai 2007 publient Heart-On, premier single en trois ans en attendant l'arrivée du prochain album intitulé Pregnant dont la sortie est initialement prévue en 2008. Cette date de sortie se voit finalement repoussée à plus tard.

## Membres

### Membres actuels
- Kat Bjelland - chant, guitare (depuis 1998)
- Adrian Johnson - batterie (depuis 2006)

### Anciens membres
- Andrew Parker - basse (2003–2006)
- Darren Donovan - batterie (2003–2006)
- Vanessa White - guitare (2003–2006)
- Glen Mattson - batterie (1998–2002)
- Keith St Louis - basse (1999–2002)
- Brendon Parkes - guitare (1999)
- Oliver James - basse (1999)

## Discographie

### Albums studio
- 2001 : Amusia
- 2004 : All Kneel
- 2016 : Dysrhythmia (compilation)

### Singles et EP
- 2001 : Gone Away
- 2003 : Liberty Belle
- 2003 : Money Shot
- 2004 : Blue Valiant
- 2007 : Heart On